# جاك شامبرز
جاك شامبرز (بالإنجليزية: Jack Chambers)‏ (و. 1931 – 1978 م) هو مخرج أفلام، ورسام كندي، ولد في لندن، توفي في لندن، عن عمر يناهز 47 عاماً.
.

## التعليم
تعلم في جامعة ويسترن أونتاريو.

## وصلات خارجية
- جاك شامبرز على موقع IMDb (الإنجليزية)
- جاك شامبرز على موقع ألو سيني (الفرنسية)
- جاك شامبرز على موقع قاعدة بيانات الفيلم (الإنجليزية)
- جاك شامبرز على موقع كينوبويسك (الروسية)

- جاك شامبرز في قاعدة بيانات الأفلام على الإنترنت